# کایسهایم
کایسهایم (به آلمانی: Kaisheim) یک شهر در آلمان است که در دناو-ریس واقع شده‌است.